# Jean-Louis Foulquier
Jean-Louis Foulquier (24 de junio de 1943 -  10 de diciembre de 2013) fue un locutor radiofónico, presentador, productor y actor cinematográfico y televisivo de nacionalidad francesa. 

## Biografía
Nacido en La Rochelle, Francia, en sus comienzos fue jugador de rugby del club Atlantique Stade Rochelais. Una vez confirmada su fama y su carrera radiofónica, él trabajó ocasionalmente como actor cinematográfico y televisivo, haciendo papeles de reparto. 
También dedicó un considerable tiempo y esfuerzo a la canción francesa (en France Inter, en el Festival Francofolies de La Rochelle) y, particularmente, a favor de los nuevos talentos, presentando a numerosos artistas al gran público.

### Trabajo radiofónico
En 1966, a los 23 años, debutó en la radio con France Inter, siendo locutor de diferentes producciones, entre ellas Studio de nuit - Entrée libre, Saltimbanques, Bain de minuit, Y'a d'la chanson dans l'air, Pollen, Les copains d'abord, o TTC/Tous Talents Confondus.
El 29 de agosto de 2008, tras 43 años de, recibió un homenaje por parte de France Inter.

### Televisión
En TF1 presentó la emisión Découvertes TF1, de André Blanc, donde dio a conocer a nuevos talentos de la canción francesa, y en los años 1990 participó en un show de France 3 titulado Captain Café, también dedicado a la canción.

## Otras actividades
En 1985 fundó el Festival musical Francofolies, en La Rochelle. Dirigió dicho festival de canción francesa durante veinte años, antes de ceder el puesto a Gérard Pont (Morgane Production) en diciembre de 2004.·
En 1992 narró los Contes gitans de l'Achodrom en un CD de Musidisc en colaboración con Agatha de Co. En 1993 lanzó su primer álbum de canciones, titulado Foulquier, y que tenía el sencillo Tout c'qu'est dégueulasse porte un joli nom.
Foulquier también trabajó en el teatro, adaptando con éxito en el otoño de 2009 La première gorgée de bière..., de Philippe Delerm, espectáculo representado en La Coursive, en La Rochelle, y llevado después al Théâtre du Rond-Point.
Jean-Louis Foulquier falleció en La Rochelle, Francia, a causa de un cáncer, en el año 2013.

## Filmografía

### Cine
- 1982: Le Démon dans l'île, de Francis Leroi.
- 1983: Polar, de Jacques Bral.
- 1983: Les Mots pour le dire, de José Pinheiro.
- 1984: Les Fauves, de Jean-Louis Daniel.
- 1984: Notre histoire, de Bertrand Blier.
- 1984: J'ai rencontré le Père Noël, de Christian Gion.
- 1985: Rouge Baiser, de Véra Belmont.
- 1985: L'Amour ou presque, de Patrice Gauthier.
- 1986: Iréna et les ombres, de Alain Robak.
- 1987: Mon bel amour, ma déchirure, de José Pinheiro.
- 1988: Sans peur et sans reproche, de Gérard Jugnot.
- 1988: Ne réveillez pas un flic qui dort, de José Pinheiro.
- 1990: La Fête des pères, de Joy Fleury.
- 2003: Ripoux 3, de Claude Zidi.
- 2005: Le Démon de midi, de Marie-Pascale Osterrieth.
- 2005: Selon Charlie, de Nicole Garcia.

### Cortometrajes
- 1978: Petits bateaux dans la tempête, de Solange Michoulier.
- 1996: Clueur, de Nicolas Bazire.
- 2002: En miettes, de Eve Guillou.
- 2003: Doux et mou, de Lucie Duchêne.

### Televisión

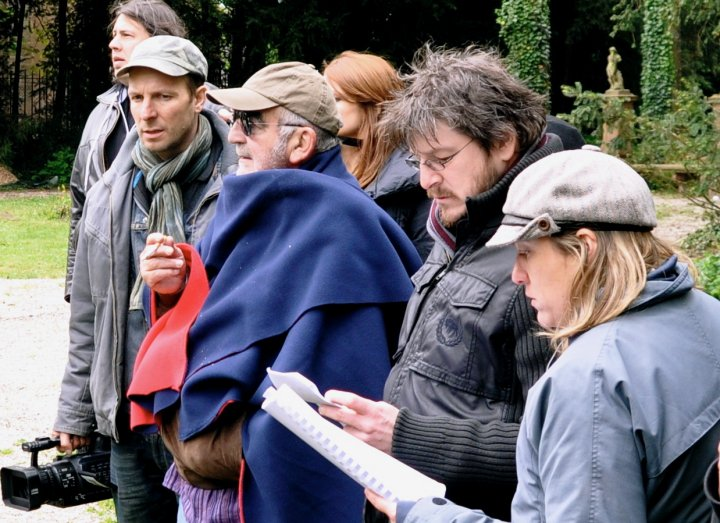
Jean-Louis Foulquier y Podz en el rodaje de Xanadu

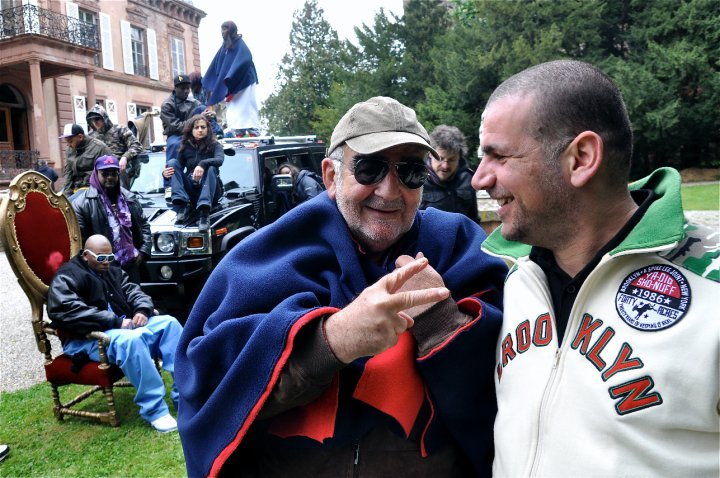
Jean-Louis Foulquier y los actores de Xanadu

- 1980: Médecins de nuit, de Peter Kassovitz, episodio Un plat cuisiné.
- 1992: Un démon sur l'épaule.
- 1992: Maigret et les plaisirs de la nuit de José Pinheiro: Fred
- 1993: Commissaire Moulin (1 épisode).
- 1993: Madame le Proviseur (1 épisode).
- 1993: Noces cruelles.
- 1998: Nestor Burma (1 épisode).
- 1999: Les Bœuf-carottes (1 épisode).
- 1999: Marie-Tempête.
- 2000: La Petite Absente.
- 2000: Le baptême du boiteux.
- 2000: La Part de l'ombre.
- 2001: Navarro, temporada 13, episodio 5 Graine de Macadam, de José Pinheiro.
- 2002: Fabio Montale', episodio Total Kheops.
- 2002: Faux frères, vrais jumeaux.
- 2003: Commissaire Meyer (1 episodio).
- 2003: Ambre a disparu.
- 2004: Au bout du quai.
- 2004: Penn sardines.
- 2004: Famille d'accueil (1 episodio).
- 2004: Je serai toujours près de toi.
- 2004: Allons petits enfants.
- 2005: Trois jours en juin.
- 2005: Dolmen.
- 2006: Du goût et des couleurs.
- 2006: Jeanne Poisson, marquise de Pompadour.
- 2006: David Nolande.
- 2007: Le Voyageur de la Toussaint.
- 2007: Le Fantôme du lac.
- 2007: Chez Maupassant (1 episodio).
- 2008: Hold-up à l'italienne.
- 2008: Le Tuteur (1 episodio).
- 2008: La Reine et le Cardinal.
- 2009: Jusqu'à l'enfer.
- 2009: Le juge est une femme (1 episodio).
- 2011: Xanadu, de Podz y Jean-Philippe Amar.
- 2012: Vive la colo!, de Didier Le Pêcheur.
- 2013: Vive la colo! (temporada 2), de Stéphane Clavier.

### Vídeo musical
- 2009: Les Affranchis, canción de Alexis HK.

## Publicación
- Au large de la nuit (junto con Didier Varrod), París, Éditions Denoël, 1990, 217 p. ISBN 2-207-23780-X